# Borislav Jovanović (Schriftsteller)
Borislav Jovanović (montenegrinisch Борислав Јовановић; * 1941 in Danilovgrad, Montenegro) ist ein montenegrinischer Schriftsteller und Kritiker. Seine Werke beschäftigen sich mit der Kultur und dem politischen Erbe von Montenegro.
Jovanović besuchte die Universität Belgrad und erhielt 2006 den renommierten Literaturpreis Ratkovićeve večeri poezije. Teil seiner Arbeit als Schriftsteller sind auch Geschichten und Gedichte für Kinder.
Er hat sich 2007 öffentlich stark für die verfassungsmäßige Anerkennung der  montenegrinischen Sprache in der Verfassung von Montenegro eingesetzt.

## Werke (Auswahl)
- Der alte Mann und die Sterne (1979)
- Moderne montenegrinischen Literatur (2005)
- Montenegrinischen Poesie 1990er (2006)
- Kenotaph (2006)
- Einklemmung Thanatos (2010)